# ابن خالويه
أبو عبد الله الحسين بن أحمد بن خالويه هو عالم لغوي بارز ولد في مدينة همدان في ايران و لكنه انتقل إلى بغداد عام 314 للهجرة وتوفي عام 370 للهجرة. وكان يلقب بذي النونين. عاصر المتنبي ولم يكن على وفاق معه لاختلاف مدرستيهما اللغويتين.

## دراسته
تتلمذ ابن خالويه على أيدي الكثير من شيوخ زمانه واعتمد على التنويع في العلوم وكان له في كل علم شيخ. وممن درس وتعلم ابن خالويه على أيديهم:
- ابن الأنباري الذي درس على يده النحو على منهج مدرسة الكوفة.
- محمد بن مخلد العطار الذي علمه علوم الحديث الشريف.
- أبو سعيد السيرافي الذي تعلم على يده النحو على منهج مدرسة البصرة.
- ابن مجاهد الذي علمه علوم القرآن والقراءات والحديث.
- ابن دريد في اختصاص النحو والأدب.
- نفطويه في اختصاص النحو والأدب.

## تلاميذه
علم ابن خالويه الكثير ممن أصبحوا علماء كبار وبارزين في عصرهم والعصور اللاحقة ومنهم:
- أبو بكر الخوارزمي.
- عبد المنعم بن غلبون.
- أبو الحسن محمد بن عبد الله الشاعر المعروف بالسلامي.
- سعيد بن سعيد الفارقي.
- أبي فراس الحمداني .

## مؤلفاته
- إعراب ثلاثين سورة من القرآن الكريم.
- الالفات.
- الحجة في القراءات السبع.
- ليس في كلام العرب.
- رسالة في أسماء الريح.
- شرح ديوان أبي فراس الحمداني.
- شرح مقصورة ابن دريد.
- مختصر في شواذ القرآن.

## وصلات خارجية
- موقع ألكتروني لشراء كتب ابن خالويه